# 황룡사배
황룡사배(중국어 간체자: 黄龙士杯, 정체자: 黃龍士杯)는 중국기원, 장쑤성 장옌 구 인민정부가 주최, 주관하고 쌍등 그룹이 후원하는 세계 여자 바둑 기전이다. 우승 상금은 45만 위안이다. 대회 이름은 중국 청나라의 바둑 기사였던 황룡사(黃龍士)를 기념하기 위해 붙여진 이름이다.
1회 때는 가원 그룹이 대회의 후원사였으므로 대회의 명칭은 황룡사 가원배(중국어 간체자: 黄龙士佳源杯, 정체자: 黃龍士佳源杯)였으며 2회 대회때부터 쌍등 그룹으로 후원사가 바뀌면서 황룡사 쌍등배(중국어 간체자: 黄龙士双登杯, 정체자: 黃龍士雙登杯)로 고쳐졌다. 황룡사 가원배는 한국, 중국, 일본, 타이완의 대표 3명씩이 출전해 리그전 형식으로 진행되었으며 황룡사 쌍등배는 한국, 중국, 일본의 대표 5명씩이 출전해 연승전 형식으로 진행되고 있다. 7회 대회부터 황룡사배는 후원사 변경으로 정식명칭을 황룡사 쌍등배에서 황룡사 정단과기배(黃龍士 精鍛科技杯)로 바꿨다.
코로나 사태 여파로 2020년 이후 중단됐다가 5년 만인 2024년 재개된다. 방식에 변화를 주어 단체전에서 8인 풀리그 개인전으로 자웅을 겨룬다. 제한시간은 2시간, 초읽기는 1분 5회. 상금은 우승 30만위안(약 5700만원), 준우승 10만위안. 매판 승자에게 8000위안(약 150만원), 패자에게 3000위안의 대국료가 지급된다.

## 역대 대회 결과

### 황룡사 가원배
| 회수 | 연도   | 우승       | 준우승         | 3위        | 4위          |
| ---- | ------ | ---------- | -------------- | ---------- | ------------ |
| 1    | 2011년 | 중국 (3-0) | 대한민국 (1-2) | 일본 (1-2) | 타이완 (1-2) |

| 1차전           | 1차전         | 2차전         | 2차전           | 3차전         | 3차전           |
| --------------- | ------------- | ------------- | --------------- | ------------- | --------------- |
| 한국 3:0 타이완 | 중국 2:1 일본 | 일본 2:1 한국 | 중국 3:0 타이완 | 중국 2:1 한국 | 타이완 2:1 일본 |

우승 중국(3승 0패), 준우승 한국(1승 2패, 개인승수 5승), 3위 일본(1승 2패, 개인승수 4승), 4위 타이완(1승 2패, 개인승수 2승)

### 황룡사 쌍등배
| 회수 | 연도   | 우승           | 준우승         | 3위            |
| ---- | ------ | -------------- | -------------- | -------------- |
| 2    | 2012년 | 중국 (9-1)     | 일본 (2-5)     | 대한민국 (0-5) |
| 3    | 2013년 | 대한민국 (7-3) | 중국 (6-5)     | 일본 (0-5)     |
| 4    | 2014년 | 중국 (7-4)     | 대한민국 (6-5) | 일본 (1-5)     |
| 5    | 2015년 | 대한민국 (8-3) | 중국 (5-5)     | 일본 (0-5)     |
| 6    | 2016년 | 중국 (5-4)     | 대한민국 (6-5) | 일본 (3-5)     |
| 7    | 2017년 | 대한민국 (7-3) | 중국 (5-5)     | 일본 (1-5)     |
| 8    | 2018년 | 중국 (7-4)     | 대한민국 (5-5) | 일본 (2-5)     |
| 9    | 2019년 | 대한민국 (7-4) | 중국 (6-5)     | 일본 (1-5)     |

### 황룡사배 세계여자바둑대회
| 회수 | 연도 | 우승          | 준우승             |
| ---- | ---- | ------------- | ------------------ |
| 10   | 2024 | 저우훙위 七단 | 우에노 아사미 五단 |

#### 제2회 (2012)
| 대국 | 날짜           | 승자           | 패자          | 결과       |
| ---- | -------------- | -------------- | ------------- | ---------- |
| 1    | 2012년 2월 1일 | 요시다 미카    | 최정          | 백 반집승  |
| 2    | 2012년 2월 2일 | 왕천싱 (8연승) | 요시다 미카   | 백 불계승  |
| 3    | 2012년 2월 3일 | 왕천싱 (8연승) | 이슬아        | 흑 불계승  |
| 4    | 2012년 2월 4일 | 왕천싱 (8연승) | 무카이 치아키 | 백 불계승  |
| 5    | 2012년 2월 5일 | 왕천싱 (8연승) | 박지연        | 백 불계승  |
| 6    | 2012년 2월 6일 | 왕천싱 (8연승) | 야시로 구미코 | 흑 불계승  |
| 7    | 2012년 2월 7일 | 왕천싱 (8연승) | 김혜민        | 흑 불계승  |
| 8    | 2012년 4월 6일 | 왕천싱 (8연승) | 만나미 나오   | 백 불계승  |
| 9    | 2012년 4월 7일 | 왕천싱 (8연승) | 박지은        | 흑 2집반승 |
| 10   | 2012년 4월 8일 | 셰이민         | 왕천싱        | 흑 불계승  |
| 11   | 2012년 4월 9일 | 위즈잉         | 셰이민        | 백 불계승  |

우승 중국(9승 1패, 루이나이웨이, 탕이, 리허는 출장하지 않음), 준우승 일본(2승 5패), 3위 대한민국(0승 5패)

#### 제3회 (2013)
| 대국 | 날짜            | 승자           | 패자          | 결과       |
| ---- | --------------- | -------------- | ------------- | ---------- |
| 1    | 2013년 2월 20일 | 김채영 (4연승) | 쑹룽후이      | 백 불계승  |
| 2    | 2013년 2월 21일 | 김채영 (4연승) | 오사와 나루미 | 흑 1집반승 |
| 3    | 2013년 2월 22일 | 김채영 (4연승) | 천이밍        | 흑 불계승  |
| 4    | 2013년 2월 23일 | 김채영 (4연승) | 이시이 아카네 | 백 불계승  |
| 5    | 2013년 2월 24일 | 위즈잉 (6연승) | 김채영        | 흑 불계승  |
| 6    | 2013년 2월 25일 | 위즈잉 (6연승) | 오쿠다 아야   | 백 불계승  |
| 7    | 2013년 2월 26일 | 위즈잉 (6연승) | 김혜림        | 백 불계승  |
| 8    | 2013년 4월 6일  | 위즈잉 (6연승) | 무카이 치아키 | 백 불계승  |
| 9    | 2013년 4월 7일  | 위즈잉 (6연승) | 문도원        | 백 불계승  |
| 10   | 2013년 4월 8일  | 위즈잉 (6연승) | 셰이민        | 흑 불계승  |
| 11   | 2013년 4월 9일  | 최정 (3연승)   | 위즈잉        | 흑 불계승  |
| 12   | 2013년 4월 10일 | 최정 (3연승)   | 리허          | 백 불계승  |
| 13   | 2013년 4월 11일 | 최정 (3연승)   | 왕천싱        | 흑 3집반승 |

우승 대한민국(7승 3패, 박지은은 출장하지 않음), 준우승 중국(6승 5패), 3위 일본(0승 5패)

#### 제4회 (2014)
| 대국 | 날짜            | 승자             | 패자          | 결과       |
| ---- | --------------- | ---------------- | ------------- | ---------- |
| 1    | 2014년 2월 16일 | 쑹룽후이 (3연승) | 이민진        | 흑 불계승  |
| 2    | 2014년 2월 17일 | 쑹룽후이 (3연승) | 요시다 미카   | 흑 2집반승 |
| 3    | 2014년 2월 18일 | 쑹룽후이 (3연승) | 이슬아        | 흑 불계승  |
| 4    | 2014년 2월 19일 | 후지사와 리나    | 쑹룽후이      | 백 불계승  |
| 5    | 2014년 2월 20일 | 김혜민 (5연승)   | 후지사와 리나 | 흑 불계승  |
| 6    | 2014년 2월 21일 | 김혜민 (5연승)   | 루자          | 흑 불계승  |
| 7    | 2014년 2월 22일 | 김혜민 (5연승)   | 오쿠다 아야   | 흑 불계승  |
| 8    | 2014년 4월 6일  | 김혜민 (5연승)   | 차오유인      | 백 2집반승 |
| 9    | 2014년 4월 7일  | 김혜민 (5연승)   | 오사와 나루미 | 흑 7집반승 |
| 10   | 2014년 4월 8일  | 위즈잉 (3연승)   | 김혜민        | 흑 1집반승 |
| 11   | 2014년 4월 9일  | 위즈잉 (3연승)   | 셰이민        | 흑 불계승  |
| 12   | 2014년 4월 10일 | 위즈잉 (3연승)   | 최정          | 흑 1집반승 |
| 13   | 2014년 4월 11일 | 박지은           | 위즈잉        | 흑 3집반승 |
| 14   | 2014년 4월 12일 | 왕천싱           | 박지은        | 백 불계승  |

우승 중국(7승 4패), 준우승 한국(6승 5패), 3위 일본(1승 5패)

#### 제5회 (2015)
| 대국 | 날짜            | 승자             | 패자          | 결과       |
| ---- | --------------- | ---------------- | ------------- | ---------- |
| 1    | 2015년 3월 1일  | 오정아 (5연승)   | 오쿠다 아야   | 백 불계승  |
| 2    | 2015년 3월 2일  | 오정아 (5연승)   | 리허          | 흑 불계승  |
| 3    | 2015년 3월 3일  | 오정아 (5연승)   | 기베 나쓰키   | 백 불계승  |
| 4    | 2015년 3월 4일  | 오정아 (5연승)   | 왕천싱        | 백 불계승  |
| 5    | 2015년 3월 5일  | 오정아 (5연승)   | 후지사와 리나 | 백 불계승  |
| 6    | 2015년 3월 6일  | 쑹룽후이 (5연승) | 오정아        | 백 2집반승 |
| 7    | 2015년 3월 7일  | 쑹룽후이 (5연승) | 호시아이 시호 | 흑 불계승  |
| 8    | 2015년 4월 5일  | 쑹룽후이 (5연승) | 오유진        | 흑 불계승  |
| 9    | 2015년 4월 6일  | 쑹룽후이 (5연승) | 셰이민        | 백 불계승  |
| 10   | 2015년 4월 7일  | 쑹룽후이 (5연승) | 김채영        | 백 3집반승 |
| 11   | 2015년 4월 8일  | 최정 (3연승)     | 쑹룽후이      | 백 불계승  |
| 12   | 2015년 4월 9일  | 최정 (3연승)     | 차오유인      | 흑 불계승  |
| 13   | 2015년 4월 10일 | 최정 (3연승)     | 위즈잉        | 흑 불계승  |

우승 대한민국(8승 3패, 김혜민은 출장하지 않음), 준우승 중국(5승 5패), 3위 일본(0승 5패)

#### 제6회 (2016)
| 대국 | 날짜            | 승자           | 패자          | 결과       |
| ---- | --------------- | -------------- | ------------- | ---------- |
| 1    | 2016년 4월 7일  | 김채영 (4연승) | 기베 나쓰키   | 흑 불계승  |
| 2    | 2016년 4월 8일  | 김채영 (4연승) | 왕샹윈        | 백 불계승  |
| 3    | 2016년 4월 9일  | 김채영 (4연승) | 아오키 키쿠요 | 백 불계승  |
| 4    | 2016년 4월 10일 | 김채영 (4연승) | 쑹룽후이      | 흑 불계승  |
| 5    | 2016년 4월 11일 | 셰이민 (2연승) | 김채영        | 흑 불계승  |
| 6    | 2015년 4월 12일 | 셰이민 (2연승) | 루자          | 흑 불계승  |
| 7    | 2016년 4월 13일 | 박지연         | 셰이민        | 흑 불계승  |
| 8    | 2016년 6월 4일  | 왕천싱 (3연승) | 박지연        | 흑 불계승  |
| 9    | 2016년 6월 5일  | 왕천싱 (3연승) | 왕징이        | 흑 불계승  |
| 10   | 2016년 6월 6일  | 왕천싱 (3연승) | 김혜민        | 흑 3집반승 |
| 11   | 2016년 6월 7일  | 후지사와 리나  | 왕천싱        | 백 불계승  |
| 12   | 2016년 6월 8일  | 오유진         | 후지사와 리나 | 백 불계승  |
| 13   | 2016년 6월 9일  | 위즈잉 (2연승) | 오유진        | 백 불계승  |
| 14   | 2016년 6월 10일 | 위즈잉 (2연승) | 최정          | 백 불계승  |

우승 중국(5승 4패), 준우승 한국(6승 5패), 3위 일본(3승 5패)

### 황룡사 정단과기배

#### 제7회 (2017)
| 대국 | 날짜            | 승자             | 패자          | 결과       |
| ---- | --------------- | ---------------- | ------------- | ---------- |
| 1    | 2017년 4월 20일 | 저우훙위         | 송혜령        | 백 불계승  |
| 2    | 2017년 4월 20일 | 뉴에이코         | 저우훙위      | 흑 불계승  |
| 3    | 2017년 4월 21일 | 김윤영           | 뉴에이코      | 백 불계승  |
| 4    | 2017년 4월 21일 | 루민취안 (2연승) | 김윤영        | 백 1집반승 |
| 5    | 2017년 4월 22일 | 루민취안 (2연승) | 왕징이        | 백 불계승  |
| 6    | 2017년 4월 23일 | 오정아 (4연승)   | 루민취안      | 백 1집반승 |
| 7    | 2017년 4월 23일 | 오정아 (4연승)   | 무카이 치아키 | 백 불계승  |
| 8    | 2017년 6월 3일  | 오정아 (4연승)   | 루자          | 흑 1집반승 |
| 9    | 2017년 6월 3일  | 오정아 (4연승)   | 후지사와 리나 | 흑 불계승  |
| 10   | 2017년 6월 4일  | 리허 (2연승)     | 오정아        | 흑 불계승  |
| 11   | 2017년 6월 4일  | 리허 (2연승)     | 셰이민        | 백 불계승  |
| 12   | 2017년 6월 5일  | 오유진 (2연승)   | 리허          | 흑 1집반승 |
| 13   | 2017년 6월 6일  | 오유진 (2연승)   | 위즈잉        | 백 불계승  |

우승 대한민국(7승 3패, 최정은 출장하지 않음), 준우승 중국(5승 5패), 3위 일본(1승 5패)

#### 제8회 (2018)
| 대국 | 날짜            | 승자           | 패자          | 결과       |
| ---- | --------------- | -------------- | ------------- | ---------- |
| 1    | 2018년 4월 9일  | 뉴에이코       | 오정아        | 백 불계승  |
| 2    | 2018년 4월 9일  | 리허 (5연승)   | 뉴에이코      | 백 불계승  |
| 3    | 2018년 4월 10일 | 리허 (5연승)   | 김미리        | 흑 불계승  |
| 4    | 2018년 4월 10일 | 리허 (5연승)   | 셰이민        | 백 불계승  |
| 5    | 2018년 4월 11일 | 리허 (5연승)   | 김다영        | 흑 불계승  |
| 6    | 2018년 4월 12일 | 리허 (5연승)   | 왕징이        | 흑 불계승  |
| 7    | 2018년 4월 12일 | 오유진 (2연승) | 리허          | 백 2집반승 |
| 8    | 2018년 6월 5일  | 오유진 (2연승) | 우에노 아사미 | 백 불계승  |
| 9    | 2018년 6월 5일  | 저우훙위       | 오유진        | 백 불계승  |
| 10   | 2018년 6월 6일  | 후지사와 리나  | 저우훙위      | 흑 불계승  |
| 11   | 2018년 6월 6일  | 최정 (3연승)   | 후지사와 리나 | 흑 불계승  |
| 12   | 2018년 6월 7일  | 최정 (3연승)   | 루이나이웨이  | 백 불계승  |
| 13   | 2018년 6월 8일  | 최정 (3연승)   | 왕천싱        | 흑 불계승  |
| 14   | 2018년 6월 8일  | 위즈잉         | 최정          | 백 4집반승 |

우승 중국(7승 4패), 준우승 대한민국(5승 5패), 3위 일본(2승 5패)

#### 제9회 (2019)
| 대국 | 날짜            | 승자             | 패자          | 결과       |
| ---- | --------------- | ---------------- | ------------- | ---------- |
| 1    | 2019년 4월 20일 | 가오싱 (3연승)   | 조승아        | 백 불계승  |
| 2    | 2019년 4월 20일 | 가오싱 (3연승)   | 셰이민        | 흑 4집반승 |
| 3    | 2019년 4월 21일 | 가오싱 (3연승)   | 오정아        | 백 불계승  |
| 4    | 2019년 4월 21일 | 만나미 나오      | 가오싱        | 백 불계승  |
| 5    | 2019년 4월 22일 | 김채영           | 만나미 나오   | 백 불계승  |
| 6    | 2019년 4월 23일 | 저우훙위 (2연승) | 김채영        | 백 3집반승 |
| 7    | 2019년 4월 23일 | 저우훙위 (2연승) | 후지사와 리나 | 흑 불계승  |
| 8    | 2019년 6월 9일  | 오유진 (4연승)   | 저우훙위      | 흑 불계승  |
| 9    | 2019년 6월 9일  | 오유진 (4연승)   | 뉴 에이코     | 흑 불계승  |
| 10   | 2019년 6월 10일 | 오유진 (4연승)   | 리허          | 흑 불계승  |
| 11   | 2019년 6월 10일 | 오유진 (4연승)   | 우에노 아사미 | 백 불계승  |
| 12   | 2019년 6월 11일 | 루민취안         | 오유진        | 백 불계승  |
| 13   | 2019년 6월 12일 | 최정 (2연승)     | 루민취안      | 흑 불계승  |
| 14   | 2019년 6월 12일 | 최정 (2연승)     | 위즈잉        | 흑 4집반승 |

우승 대한민국(7승 4패), 준우승 중국(6승 5패), 3위 일본(1승 5패)

#### 10회 황룡사배 세계여자바둑대회(2024)
| 순위 | 기사               | 1R       | 2R       | 3R       | 4R       | 5R       | 6R       | 7R       | 승점 | 총점 |
| ---- | ------------------ | -------- | -------- | -------- | -------- | -------- | -------- | -------- | ---- | ---- |
| 1    | 저우훙위 七단      | 리허     | 후지사와 | 최정     | 우에노   | 루민취   | 리샤오시 | 허서현   | 12   | 34   |
| 2    | 우에노 아사미 五단 | 리샤오시 | 허서현   | 리허     | 저우훙   | 최정     | 후지사와 | 루민취   | 10   | 34   |
| 3    | 리허 五단          | 저우훙   | 최정     | 우에노   | 루민취   | 리샤오시 | 허서현   | 후지사와 | 8    | 22   |
| 4    | 리샤오시小 五단    | 우에노   | 루민취   | 후지사와 | 허서현   | 리허     | 저우훙   | 최정     | 8    | 20   |
| 5    | 허서현 四단        | 최정     | 우에노   | 루민취   | 리샤오시 | 후지사와 | 리허     | 저우훙   | 6    | 18   |
| 6    | 후지사와 리나 七단 | 루민취   | 저우훙   | 리샤오시 | 최정     | 허서현   | 우에노   | 리허     | 6    | 14   |
| 7    | 루민취안 六단      | 후지사와 | 리샤오시 | 허서현   | 리허     | 저우훙   | 최정     | 우에노   | 4    | 12   |
| 8    | 최정 九단          | 허서현   | 리허     | 저우훙   | 후지사와 | 우에노   | 루민취   | 리샤오시 | 2    | 6    |

우승결정 : 승점->총점->승자승. 3자 동률 시 재대국(역토너먼트 - 30초 3회)
승점 : 라운드 누적 점수(매판 승리시 2점. 무승부 1점), 총점 : 이긴 상대의 승점 합계.